# Zija Grapshi
Zija Grapshi (ur. 19 marca 1931 w Gjirokastrze, zm. 17 sierpnia 2025 w Tiranie) – albański aktor.

## Życiorys
W 1952 ukończył liceum artystyczne Jordan Misja w Tiranie. Od 1949 związany z grupą teatralną, działającą przy Radiu Tirana. Występował także w stołecznym zespole Estrady Państwowej i na scenie Teatru Ludowego, ale przez ponad czterdzieści lat związany jako reżyser ze stołecznym Teatrem Kukiełkowym oraz z Teatrem Zihni Sako w Gjirokastrze. Od 1967 przez kilka lat prowadził zajęcia ze studentami w Instytucie Sztuk w Tiranie. W 1991 przeszedł na emeryturę.
Na dużym ekranie zadebiutował w 1971 niewielką rolą w filmie fabularnym Kur zbardhi nje dite. Zagrał potem jeszcze 8 ról filmowych. 
Przez władze Albanii został uhonorowany tytułem Zasłużonego Artysty (alb. Artist i Merituar).
Zmarł 17 sierpnia 2025 roku w wieku 94 lat w Tiranie.

## Role filmowe
- 1971: Kur zbardhi nje dite jako drukarz
- 1974: Shtigje të luftës
- 1975: Rrugicat që kërkonin diell
- 1977: Gunat mbi tela
- 1978: Në pyjet me borë ka jetë
- 1980: Intendenti
- 1980: Ne vinim nga lufta jako Ali Qato
- 1984: Koha nuk pret jako kupiec
- 1985: Mondi dhe Diana jako pracownik cyrku
- 1988: Rikonstruksioni
- 1991: Prindёr tё vegjёl jako dziadek